# Тимошинин, Александр Иванович
Александр Иванович Тимошинин (20 мая 1948, Москва — 26 ноября 2021, Красногорск, Московская область) — советский гребец, пятикратный чемпион СССР (1968—1970, 1972, 1975), призёр чемпионата Европы (1973), двукратный чемпион Олимпийских игр (1968, 1972) по академической гребле. Заслуженный мастер спорта СССР (1968). Заслуженный тренер РСФСР.

## Биография
Родился 20 мая 1948 года в Москве в семье известного советского гребца и тренера Ивана Тимошинина. Начал заниматься академической греблей в возрасте 12 лет на гребной базе водного стадиона «Динамо» под руководством отца. В дальнейшем тренировался в ЦСК ВМФ у Олега Иванова, а в сборной страны с ним работал Евгений Самсонов.
Наиболее значимых успехов добивался в классе двоек парных. В 1968 году вместе с Анатолием Сассом стал чемпионом СССР в данной дисциплине, после чего они получили возможность выступить на Олимпийских играх в Мехико и завоевали золотые медали этих соревнований. В 1969 и 1970 годах побеждал на чемпионатах СССР в паре с Эдуардом Ждановичем.
В 1972 году выиграл приз «Бриллиантовые вёсла», вручающийся за победу в Хенлейской королевской регате в классе одиночек, и попытался отобраться в состав сборной СССР на Олимпийские игры в Мюнхене в этой дисциплине, однако на отборочном чемпионате СССР проиграл Юрию Малышеву. На том же чемпионате вместе с Малышевым первенствовал в классе двоек. Тренерский штаб советской сборной посчитал, что в Мюнхене Малышеву будет сложно успешно выступить в двух видах программы и прямо перед Олимпийскими играми сформировал новый экипаж двойки в составе Александра Тимошинина и Геннадия Коршикова, который несмотря на отсутствие опыта совместных выступлений смог обойти фаворитов олимпийской регаты из Норвегии и завоевать золотые медали. В 1973 году Тимошинин и Коршиков стали серебряными призёрами чемпионата Европы в Москве, в 1975 году победили на чемпионате СССР, проходившем в рамках VI летней Спартакиады народов СССР.
В 1976 году Александр Тимошинин завершил свою спортивную карьеру. В 1977 году окончил ГЦОЛИФК. В дальнейшем занимался тренерской деятельностью в ЦСК ВМФ, ДСО «Труд», национальной и юношеской сборных СССР. В 1977–1978 годах был личным тренером своего бывшего напарника Геннадия Коршикова, который, готовясь под его руководством, стал чемпионом СССР и выиграл бронзовую медаль чемпионата мира. В 1977–1985 годах работал с ещё одним призёром чемпионата мира Игорем Ярковым.
В 1985 году в издательстве «Молодая гвардия» вышла книга Александра Тимошинина «Вёсла – на воду», затрагивающая вопросы о месте спорта в жизни человека и нравственном формировании личности.
Умер 26 ноября 2021 года в одной из больниц подмосковного города Красногорск, где проходил лечение от коронавирусной инфекции COVID-19. Похоронен на Знаменском кладбище, расположенном в Одинцовском городском округе Московской области.

## Награды
- Орден «Знак Почёта» (1969)
- Орден Трудового Красного Знамени (1972)
- Медаль ордена «За заслуги перед Отечеством» II степени (2010)[2]

## Семья
- Иван Тимошинин (1912—2002) — отец, советский гребец и тренер по академической гребле.
- Наталья Тимошинина (1947—1998) — жена, советская спортсменка, чемпионка Европы (1966) и призёр Олимпийских игр (1968) по прыжкам в воду.
- Владимир Тимошинин (1970—2023) — сын, советский и российский спортсмен, двукратный чемпион Европы (1991, 1995) и призёр чемпионата мира (1994) по прыжкам в воду.